# Luxiaria honoraria
Luxiaria honoraria là một loài bướm đêm trong họ Geometridae.